# 亞瑟·海斯汀
亞瑟·海斯汀上尉（英語：Captain Arthur J. M. Hastings）是英國作家阿嘉莎·克莉絲蒂筆下的虛構人物，偵探赫丘勒·白羅的夥伴和助手，在《斯泰尔斯庄园奇案》首度登場。
其角色性質與福爾摩斯探案中的華生醫生極為類似:8。

## 生平
第一次世界大戰爆發前，海斯汀在倫敦洛德公司工作時結識了比利時私家偵探赫丘勒·白羅。一戰爆發後，海斯汀作為英國陸軍上尉參與戰事，在前線負傷，被送返英國休養。他在史岱爾莊與白羅再度相遇，並協助白羅偵查史岱爾莊主人艾蜜莉·英格沙普遇害的命案（見於《史岱爾莊謀殺案》）。
其後海斯汀與白羅同住倫敦華爾威街十四號，擔任白羅的助理和司記。他在《高爾夫球場命案》一案中結識Dulcie Duveen，並在案件結束後與之結婚，搬到阿根廷，成為牧場主。但他不時還會回英國幫助白羅辦案。
海斯汀共有四名子女：兩名兒子和兩名女兒。在《謝幕》中，海斯汀的妻子已經過世，他收到老友白羅的來信，回到了英國史岱爾莊，再度幫助白羅追查代號「X」的兇犯，而白羅也在此案中因心臟病過世。

## 登場作品
海斯汀在好幾部克莉絲蒂的短篇小說集中登場，但他只有在八部長篇小說中登場：
- 《斯泰尔斯庄园奇案》（1916年）
- 《高爾夫球場命案（英语：The Murder on the Links）》（1923年）
- 《四大天王（英语：The Big Four (novel)）》（1927）
- 《危機四伏（英语：Peril at End House）》（1932年）
- 《十三人的晚宴》（1933年）
- 《ABC謀殺案》（1936年）
- 《死無對證（英语：Dumb Witness）》（1937年）
- 《謝幕》（1975年）

## 創作構想
克莉絲蒂在其自傳中稱海斯汀為「赫丘勒·白羅的華生」。她說：「我很喜歡海斯汀上尉這個人物。他是一個定型的人物，但是他和白羅就代表了我心目中最好的偵探搭檔。」:373

## 演員
- 在英國電視劇《大偵探白羅》中，海斯汀由休·弗拉瑟（英语：Hugh Fraser (actor)）飾演[5]。